# The Piano Guys
Piano Guys là một nhóm nhạc Mỹ gồm có nghệ sĩ dương cầm Jon Schmidt, nghệ sĩ cellist Steven Sharp Nelson, nhà quay phim Paul Anderson, và nhà sản xuất âm nhạc Al van der Beek. Họ đã trở nên phổ biến thông qua YouTube, trong năm 2010, họ bắt đầu đăng các bản nhạc piano và cello kết hợp nhạc cổ điển, đương đại và nhạc rock and roll cùng với các video chất lượng chuyên nghiệp. Vào tháng 8 năm 2016, nhóm đã vượt qua một tỷ lượt xem trên kênh YouTube của họ, vào thời điểm đó có gần 5 triệu người đăng ký.  Năm album đầu tiên của họ, The Piano Guys, The Piano Guys 2, Một gia đình Giáng sinh, Wonders và Uncharted  đều đạt vị trí số 1 trên bảng xếp hạng Billboard Classical Albums và New Age Albums.  Cả bốn thành viên trong nhóm là những người trong gia đình trung lưu với sự nghiệp khác trước khi họ bắt đầu nhóm